# Julegris
Julegrisen var i 17- og 1800-tallet en gris, der blev fedet op og slagtet ved juletid, for at lave blandt andet skinke, medister, blodpølse og flæsk til julens middage. I dag anvendes betegnelsen mest som et kælenavn eller som betegnelse for en marcipangris.